# Ронцоне
Ронцоне (итал. Ronzone) — коммуна в Италии, располагается в провинции Тренто области Трентино-Альто-Адидже.
Население составляет 391 человек (2008 г.), плотность населения составляет 74 чел./км². Занимает площадь 5 км². Почтовый индекс — 38010. Телефонный код — 0463.
Покровительницей коммуны почитается Пресвятая Богородица (Immacolata Concezione), празднование 8 декабря.

## Демография
Динамика населения:

## Администрация коммуны
- Официальный сайт: